# Notación de Landau
En matemática, la Notación de Landau, también llamada "o minúscula" y "O mayúscula", es una notación para la comparación asintótica de funciones, lo que permite establecer la cota inferior asintótica, la cota superior asintótica y la cota ajustada asintótica.

## Definición
La notación de Landau (Edmund Landau) se define de la siguiente forma:
Si f(x), g(x) son funciones complejas definidas en un entorno de un punto {\displaystyle x_{0}}, entonces
- {\displaystyle f=O(g)\,\!} cuando {\displaystyle x\rightarrow x_{0}} si y sólo si existe un {\displaystyle \epsilon >0} tal que {\displaystyle |f(x)|\leq \epsilon |g(x)|} para todo {\displaystyle x} en un entorno de {\displaystyle x_{0}\,\!}.
- {\displaystyle f=o(g)\,\!} cuando {\displaystyle x\rightarrow x_{0}} si y sólo si para todo {\displaystyle \epsilon >0} tenemos que {\displaystyle |f(x)|<\epsilon |g(x)|\,\!} para todo {\displaystyle x} en un entorno de {\displaystyle x_{0}\,\!}.

Una versión un poco más restrictiva pero más manejable que la definición anterior es la siguiente:
Sean {\displaystyle f(x)\,\!}, {\displaystyle g(x)\,\!} dos funciones definidas para {\displaystyle x>x_{0}.\,\!} y sea {\displaystyle g(x)\neq 0\ \ \forall x>x_{0}\,\!}. Los símbolos 
significan respectivamente que {\displaystyle f(x)/g(x)\to 0\,\!} cuando {\displaystyle x\to x_{0}\,\!}, y que {\displaystyle f(x)/g(x)\,\!} está acotado para {\displaystyle x\,\!} suficientemente grande. La misma notación es usada cuando {\displaystyle x\,\!} tiende a un límite finito o a {\displaystyle -\infty \,\!}, o también cuando {\displaystyle x\,\!} tiende a su límite a través de una secuencia discreta de valores. En particular, una expresión es {\displaystyle o(1)\,\!} o {\displaystyle O(1)\,\!} si tal expresión tiende a cero o está acotada respectivamente.
Dos funciones {\displaystyle f(x)\,\!} y {\displaystyle g(x)\,\!} definidas en una vecindad de un punto {\displaystyle x_{0}\,\!} (finito o infinito) son llamadas asintóticamente iguales si {\displaystyle f(x)/g(x)\to 1\,\!} cuando {\displaystyle x\to x_{0}\,\!}
Si las fracciones {\displaystyle f(x)/g(x)\,\!}, {\displaystyle g(x)/f(x)\,\!} están acotadas en una vecindad de {\displaystyle x_{0}\,\!} se dice que {\displaystyle f(x)\,\!}, {\displaystyle g(x)\,\!} son del mismo orden cuando {\displaystyle x\to x_{0}\,\!}

## Propiedades
Contexto de las propiedades
Sean {\displaystyle a,b\in \mathbb {R} \,\!} y supóngase que {\displaystyle f\,\!} es una función definida sobre un intervalo finito o infinito {\displaystyle a\leq x<b\,\!} y es integrable sobre cualquier intervalo {\displaystyle (a,b')\,\!} con {\displaystyle b'<b\,\!} podemos escribir 
Sea {\displaystyle u_{0},u_{1},u_{2},\ldots \,\!} una sucesión de números y sea 
la misma notación será utilizada para otras letras. Se tienen las siguientes propiedades:
1. Suponga que {\displaystyle f(x)\,\!}, {\displaystyle g(x)\,\!} están definidas en {\displaystyle a\leq x<b\,\!} e integrables sobre cualquier {\displaystyle (a,b')\,\!}, que {\displaystyle g(x)\geq 0\,\!} y que {\displaystyle G(x)\to +\infty \,\!} cuando {\displaystyle x\to b\,\!}. Si {\displaystyle f(x)=o(g(x))\,\!} cuando {\displaystyle x\to b\,\!}, entonces también se tendrá que {\displaystyle F(x)=o(G(x))\,\!}
2. Sean {\displaystyle \{u_{\nu }\},\ \{v_{\nu }\},\ \,\!} dos sucesiones de números, esta última positiva. Si {\displaystyle \{u_{\nu }\}=o\{v_{\nu }\},\ \,\!} y {\displaystyle V_{\nu }\to +\infty \,\!}, entonces {\displaystyle U_{\nu }=o(V_{\nu })\,\!}
3. Suponga que la serie {\displaystyle \sum v_{\nu }\,\!} converge, que los {\displaystyle v\,\!}'s son positivos, y que {\displaystyle u_{\nu }=o(v_{\nu })\,\!}. entonces{\displaystyle u_{\nu }+u_{\nu +1}+\cdots =o(v_{\nu }+v_{\nu +1}+\cdots )\,\!}
4. Sea {\displaystyle f(x)\,\!} una función positiva, monótona y finita definida para {\displaystyle x\geq 0\,\!} y sea{\displaystyle F(x)=\int _{0}^{x}f\mathrm {d} t,\ \ \ F_{n}=f(0)+f(1)+\cdots +f(n).\,\!}Entonces
{\displaystyle (i)} si {\displaystyle f(x)\,\!} decrementa, {\displaystyle F(n)-f_{n}} tiende a un límite finito
{\displaystyle (ii)} si {\displaystyle f(x)\,\!} incrementa, {\displaystyle F(n)\leq F_{n}\leq F(n)-f(n)_{n}\to +\infty }
5. Sea {\displaystyle f(x)\,\!} positiva, finita y monótona para {\displaystyle x\geq 0\,\!}. Si se cumple {\displaystyle (i)} {\displaystyle f(x)\,\!} incrementa y {\displaystyle F(x)\to \infty \,\!} o {\displaystyle (ii)} {\displaystyle f(x)\,\!} incrementa y {\displaystyle f(x)=o(F(x))\,\!}, entonces {\displaystyle F_{n}\,\!} es asintóticamente igual a {\displaystyle F(n)\,\!} {\displaystyle \,\!}